# Тімоті Черуйот
Тімоті Черуйот (англ. Timothy Cheruiyot; нар. 20 листопада 1995) — кенійський легкоатлет, який спеціалізується в бігу на середні дистанції.

## Спортивні досягнення
Срібний олімпійський призер з бігу на 1500 метрів.
Чемпіон світу з бігу на 1500 метрів (2019).
Срібний призер чемпіонату світу у бігу на 1500 метрів (2017).
Срібний призер Світових естафет ІААФ у комбінованій естафеті (2015).
Чотириразовий чемпіон Діамантової ліги у бігу на 1500 метрів (2017, 2018, 2019, 2021).
Дворазовий срібний призер чемпіонатів Африки у бігу на 1500 метрів (2016, 2018).
Дворазовий срібний призер Ігор Співдружності у бігу на 1500 метрів (2018, 2022).